# 8622 Mayimbialik
8622 Mayimbialik eller 1981 EM8 är en asteroid i huvudbältet som upptäcktes den 1 mars 1981 av den amerikanska astronomen Schelte J. Bus vid Siding Spring-observatoriet. Den är uppkallad efter den amerikanska skådespelerskan Mayim Bialik.
Asteroiden har en diameter på ungefär 9 kilometer och den tillhör asteroidgruppen Hygiea.